# Michael Gambon
Sir Michael John Gambon CBE, (Dublín, Irlanda, 19 d'octubre de 1940 – Witham, Anglaterra, 27 de setembre de 2023), va ser un actor britànic d'origen irlandès, guanyador del premi BAFTA i nominat als Globus d'Or i als Emmy. La seva carrera abasta gairebé cinc dècades i inclou una gran varietat de papers.
El seu paper d'Albus Dumbledore, en la saga de Harry Potter el va fer famós en el món del cinema. El 1998, la reina Isabel II d'Anglaterra el va nomenar Cavaller de l'Imperi Britànic, atorgant-li el títol de Sir Michael Gambon.

## Treballs

### Teatre
- Othello (Second Gentleman), Gate Theatre, Dublín, debut professional el 1962, seguit d'una gira europea
- Hamlet, Royal National Theatre al Old Vic, 1963
- Saint Joan, National/Old Vic, 1963
- The Recruiting Officer (Coster Permain), National/Old Vic, 1963
- Andorra, National/Old Vic, 1964
- Philoctetes, National/Old Vic, 1964
- Othello, National/Old Vic, 1964
- The Royal Hunt of the Sun (Diego), Chichester Festival and National/Old Vic, 1964
- The Crucible (Herrick), National/Old Vic, 1965
- Mother Courage and Her Children (Eilif), National/Old Vic, 1965
- Love for Love (Snap), National/Old Vic, 1965, gira a Rússia i Alemanya
- Juno and the Paycock (Jerry Devine), National/Old Vic, 1966
- The Storm, National/Old Vic, 1966
- Events While Guarding the Bofors Gun de John McGrath (Flynn), Birmingham Rep, 1967
- A Severed Head (Palmer Anderson), Birmingham Rep, 1967
- The Doctor's Dilemma (Patric Cullen), Birmingham Rep, 1967
- Saint Joan (Cauchon), Birmingham Rep, 1967
- Peer Gynt (The Button Moulder), Birmingham Rep, 1968
- Othello (Paper del títol), Birmingham Rep, 1968
- Macbeth, Billingham Forum, 1968
- In Celebration (Andrew), Liverpool Playhouse, 1969
- Coriolanus (paper del títol), Liverpool Playhouse, 1969
- The Plebeians Rehearse the Uprising (Wiebe), RSC Aldwych Theatre, 1970
- Major Barbara (Charles Lomax), RSC Aldwych Theatre, 1970
- Henry VIII (Surrey), RSC Aldwych Theatre, 1971
- When Thou Art King (Hotspur), RSC Roundhouse, 1971
- The Brass Hat (Guy Holden), Yvonne Arnaud Theatre, Guildford, 1972
- Not Drowning But Waving de Leonard Webb (Robin), Greenwich Theatre, 1973
- The Norman Conquests trilogia (Tom), Greenwich Theatre, 1974
- The Norman Conquests (Tom), Globe Theatre, London 1975
- The Zoo Story (Gerry), Open Air Theatre, Regent's Park lunchtime production, 1975
- Otherwise Engaged (Simon), Queen's Theatre, 1976 (substituint Alan Bates)
- Just Between Ourselves (Neil), Queen's Theatre, 1977
- Alice's Boys de Felicity Browne i Jonathan Hales (Bertie), Savoy Theatre, London, 1978
- Betrayal (Jerry), National Theatre, 1978
- Close of Play (Henry), National Lyttelton Theatre, 1979
- Richard III (taking over as Buckingham), National, 1980
- Othello (Roderigo), National, 1980
- Sisterly Feelings (Patrick), National, 1980
- The Life of Galileo (paper del títol), National Olivier Theatre, 1980
- King Lear (paper del títol) RSC Stratford,1982; Barbican Theatre, 1983
- Antony and Cleopatra (Antony), RSC Stratford, 1982; Barbican, 1983
- Tales from Hollywood (Ödön von Horváth), National, 1983
- Old Times (Deeley), Theatre Royal Haymarket, 1985
- A Chorus of Disapproval (Dafyd ap Llewellyn), National Olivier, 1985
- Tons of Money (Sprules), National Lyttelton, 1986
- A View from the Bridge (Eddie Carbone), National Cottesloe Theatre, 1987
- A Small Family Business (Jack McCracken), National Olivier, 1987
- Mountain Language (Sergent), National Lyttelton, 1988
- Oncle Vanya (paper del títol), Vaudeville Theatre, 1988
- Veterans' Day (Walter Kercelik), Theatre Royal Haymarket, 1989
- Man of the Moment (Douglas Beechey), Globe Theatre, London, 1990
- Othello (paper del títol), Stephen Joseph Theatre, Scarborough, North Yorkshire, 1991
- Taking Steps, Stephen Joseph, Scarborough, 1981
- Volpone (paper del títol), National Olivier, 1995
- Skylight (Tom Sergeant), National Cottesloe, 1995
- Skylight (Tom Sergeant), Broadway, 1996
- Tom and Clem (Tom Driberg), Aldwych Theatre, 1997
- The Unexpected Man (The Man), RSC The Pit, Barbican, 1998
- Cressida (John Shank), The Almeida Theatre at the Albery, 2000
- The Caretaker (Davies), Comedy Theatre, 2001
- A Number (The Father), Royal Court Theatre, 2002
- Endgame (Hamm), Albery Theatre, 2004
- Henry IV, Part 1 i Henry IV, Part 2 (Sir John Falstaff), National Olivier, 2005
- Celebration (Lambert), Gate Theatre, Dublín/Albery, 2005
- Eh Joe (Joe), Gate Theatre, després al Duke of York's Theatre, 2006
- No Man's Land (Hirst), Gate Theatre, després al Duke of York's Theatre 2008/09
- Krapp's Last Tape (Krapp), Gate Theatre, després al Duchess Theatre, 2010

## Filmografia
Filmografia:

### Cinema
| Any  | Títol                                                                                         | Paper                          | Format              | Notes                                      |  |
| ---- | --------------------------------------------------------------------------------------------- | ------------------------------ | ------------------- | ------------------------------------------ |  |
| 1965 | Othello                                                                                       | Company                        | Pel·lícula          | debut al cinema                            |  |
| 1973 | Nit infernal (Nothing But the Night)                                                          | Inspector Grant                | Pel·lícula          |                                            |  |
| 1974 | La bèstia ha de morir (The Beast Must Die)                                                    | Jan Jarmokowski                | Pel·lícula          |                                            |  |
| 1985 | Turtle Diary                                                                                  | George Fairbairn               | Pel·lícula          |                                            |  |
| 1988 | Paris by Night                                                                                | Gerald Paige                   | Pel·lícula          |                                            |  |
| 1988 | Missing Link                                                                                  | narrador                       | (veu)               | Pel·lícula                                 |  |
| 1989 | The Rachel Papers                                                                             | Doctor Knowd                   | Pel·lícula          |                                            |  |
| 1989 | A Dry White Season                                                                            | Magistrat                      | Pel·lícula          |                                            |  |
| 1989 | El cuiner, el lladre, la seva dona i el seu amant (The Cook, The Thief, His Wife & Her Lover) | Albert Spica                   | Pel·lícula          |                                            |  |
| 1989 | 1991                                                                                          | Mobsters                       | Salvatore Maranzano | Pel·lícula                                 |  |
| 1992 | Toys                                                                                          | General Leland Zevo            | Pel·lícula          |                                            |  |
| 1994 | A Man of No Importance                                                                        | Ivor J. Garney                 | Pel·lícula          |                                            |  |
| 1994 | Amnèsia perillosa                                                                             | Philip Cornell                 | Pel·lícula          |                                            |  |
| 1994 | Squanto: A Warrior's Tale                                                                     | Sir George                     | Pel·lícula          |                                            |  |
| 1994 | The Browning Version                                                                          | Dr. Frobisher                  | Pel·lícula          |                                            |  |
| 1995 | Bullet to Beijing                                                                             | Alex                           | Pel·lícula          |                                            |  |
| 1995 | Two Deaths                                                                                    | Daniel Pavenic                 | Pel·lícula          |                                            |  |
| 1995 | Nothing Personal                                                                              | Leonard                        | Pel·lícula          |                                            |  |
| 1996 | Mary Reilly                                                                                   | Mr. Reilly                     | Pel·lícula          |                                            |  |
| 1996 | The Innocent Sleep                                                                            | Detectiu Inspector Matheson    | Pel·lícula          |                                            |  |
| 1996 | Midnight in Saint Petersburg                                                                  | Alex                           | Pel·lícula          |                                            |  |
| 1997 | The Gambler                                                                                   | Fiodor Dostoievsky             | Pel·lícula          |                                            |  |
| 1997 | The Wings of the Dove                                                                         | Lionel Croy                    | Pel·lícula          |                                            |  |
| 1998 | El ball d'agost (Dancing at Lughnasa)                                                         | Pare Jack Mundy                | Pel·lícula          |                                            |  |
| 1998 | Plunkett & Macleane                                                                           | Lord Gibson                    | Pel·lícula          |                                            |  |
| 1999 | Le Château des singes                                                                         | Master Martin                  | Pel·lícula          | (veu a la versió anglesa: A Monkey's Tale) |  |
| 1999 | Dead on Time                                                                                  | Maurice                        | Pel·lícula          |                                            |  |
| 1999 | El dilema                                                                                     | Thomas Sandefur                | Pel·lícula          |                                            |  |
| 1999 | The Last September                                                                            | Sir Richard Naylor             | Pel·lícula          |                                            |  |
| 1999 | Sleepy Hollow                                                                                 | Baltus Van Tassel              | Pel·lícula          |                                            |  |
| 2001 | Gosford Park                                                                                  | Sir William McCordle           | Pel·lícula          |                                            |  |
| 2001 | Charlotte Gray                                                                                | Levade                         | Pel·lícula          |                                            |  |
| 2001 | High Heels and Low Lifes                                                                      | Kerrigan                       | Pel·lícula          |                                            |  |
| 2001 | Conte de Nadal (Christmas Carol: The Movie)                                                   | Fantasma                       | Pel·lícula          | (veu)                                      |  |
| 2002 | Ali G Indahouse                                                                               | Primer Ministre                | Pel·lícula          |                                            |  |
| 2003 | Little Wolf's Book of Badness                                                                 | Oncle Bigbad                   | Pel·lícula          | (veu)                                      |  |
| 2003 | Els actors (The Actors)                                                                       | Barreller                      | Pel·lícula          |                                            |  |
| 2003 | Open Range                                                                                    | Denton Baxter                  | Pel·lícula          |                                            |  |
| 2003 | Sylvia                                                                                        | Professor Thomas               | Pel·lícula          |                                            |  |
| 2003 | Deep Blue                                                                                     | Narrador                       |                     | Documental (veu)                           |  |
| 2004 | Harry Potter i el pres d'Azkaban                                                              | Albus Dumbledore               | Pel·lícula          |                                            |  |
| 2004 | Standing Room Only                                                                            | Larry                          | Pel·lícula          |                                            |  |
| 2004 | Coneixent la Julia (Being Julia)                                                              | Jimmie Langton                 | Pel·lícula          |                                            |  |
| 2004 | Sky Captain i el món del demà                                                                 | Morris Paley                   | Pel·lícula          |                                            |  |
| 2004 | Layer Cake                                                                                    | Eddie Temple                   | Pel·lícula          |                                            |  |
| 2004 | The Life Aquatic with Steve Zissou                                                            | Oseary Drakoulias              | Pel·lícula          |                                            |  |
| 2005 | Stories of Lost Souls                                                                         | Larry                          | Pel·lícula          |                                            |  |
| 2005 | Harry Potter i el calze de foc                                                                | Albus Dumbledore               | Pel·lícula          |                                            |  |
| 2006 | The Omen                                                                                      | Bugenhagen                     | Pel·lícula          |                                            |  |
| 2006 | The Good Shepherd                                                                             | Dr. Fredericks                 | Pel·lícula          |                                            |  |
| 2006 | John Duffy's Brother                                                                          | Narrador                       | Pel·lícula          | (veu)                                      |  |
| 2006 | Amazing Grace                                                                                 | Charles James Fox              | Pel·lícula          |                                            |  |
| 2007 | The Good Night                                                                                | Alan Weigert                   | Pel·lícula          |                                            |  |
| 2007 | The Baker                                                                                     | Leo                            | Pel·lícula          |                                            |  |
| 2007 | The Alps                                                                                      | Narrador                       | Documental (veu)    | Pel·lícula                                 |  |
| 2007 | Harry Potter i l'Orde del Fènix                                                               | Albus Dumbledore               | Pel·lícula          |                                            |  |
| 2008 | Brideshead Revisited                                                                          | Lord Marchmain                 | Pel·lícula          |                                            |  |
| 2009 | Harry Potter i el misteri del Príncep                                                         | Albus Dumbledore               | Pel·lícula          |                                            |  |
| 2009 | Fantastic Mr. Fox                                                                             | Franklin Bean                  | (veu)               | Pel·lícula                                 |  |
| 2010 | El llibre d'Eli                                                                               | George                         | Pel·lícula          |                                            |  |
| 2010 | Harry Potter i les relíquies de la Mort - Part 1                                              | Albus Dumbledore               | Pel·lícula          |                                            |  |
| 2010 | El discurs del rei                                                                            | George V of the United Kingdom | Pel·lícula          |                                            |  |
| 2011 | Harry Potter i les relíquies de la Mort - Part 2                                              | Albus Dumbledore               | Pel·lícula          |                                            |  |
| 2012 | El quartet                                                                                    | Cedric                         | Pel·lícula          |                                            |  |
| 2017 | Paddington 2                                                                                  | oncle Pastuzo                  | Pel·lícula          |                                            |  |

### Televisió
| Any       | Títol                                      | Paper                 | Format | Notes |  |
| --------- | ------------------------------------------ | --------------------- | --- | --- |  |
| 1967      | Much Ado About Nothing                     | Watchman #4           | Telefilm | |  |
| 1968      | Public Eye                                 | Unknown               | Televisió | Episodi 3.4: "Have Mud, Will Throw" |  |
| 1969      | Fraud Squad                                | Rex Lucien            | Televisió | Episodi 1.3: "Last Exit to Leichstenstein" |  |
| 1968–1970 | The Borderers                              | Gavin Ker             | Televisió | 26 Episodis |  |
| 1970      | Confession                                 | Mr. Tennent           | Televisió | Episodi 1.4: "People Who Visit Glass Houses" |  |
| 1971      | Eyeless in Gaza                            | Mark Staithes         | Televisió | Episodi 1.1: "O Dark, Dark, Dark, Amid the Blaze of Noon" Episodi 1.2: "With Inward Eyes Illuminated" Episodi 1.5: "And Calm of Mind, All Passion Spent"             |  |
| 1972      | The Challengers                            | John Killane          | Televisió | Episodi 1.1: "The Tomorrow Business" |  |
| 1972      | The Man Outside                            | Ralph Kenward         | Televisió | Episodi 1.6: "Cuculus Canorus" |  |
| 1967–1972 | Softly, Softly                             | Cranley               | Televisió | Episodi 2.21: "Appointment in Wyvern" Episodi 8.11: "Welcome to the Club"                                                                                            |  |
| 1973      | Menace                                     | Ellis                 | Televisió | Episodi 2.1: "Judas Goat" |  |
| 1973      | A Picture of Katherine Mansfield           | Harry                 | Televisió | Episodi #1.5 |  |
| 1973      | Special Branch                             | Muller                | Televisió | Episodi 3.12: "Hostage" |  |
| 1973      | Arthur of the Britons                      | Roland                | Televisió | Episodi 2.3: "The Prisoner" |  |
| 1973      | Six Days of Justice                        | Mr.Golding            | Televisió | Episodi 3.2: "Stranger in Paradise" |  |
| 1973      | ITV Saturday Night Theatre                 | Brother Kevin         | Televisió | Episodi 6.9: "Catholics" |  |
| 1973      | Great Mystery                              | Major Rolfe           | Televisió | Episodi 1.16: "An Affair of Honour" |  |
| 1974      | Zodiac                                     | Reuben Keiser         | Televisió | Episodi 1.2: "The Cool Aquarian" |  |
| 1974      | Masquerade                                 | Stewart               | Televisió | Episodi 1.2: "May We Come In?" |  |
| 1976      | Centre Play                                | Edith Harrison        | Televisió | Episodi 3.9: "In the Labyrinth" |  |
| 1972–1976 | Play for Today                             | Diversos papers       | Televisió | Episodi 2.17: "Cows" Episodi 6.11: "The Other Woman" Episodi 6.21: "Tiptoe Through the Tulips"                                                                       |  |
| 1977      | ITV Sunday Night Drama                     | Diversos papers       | Televisió | Episodi 1.11: "Now Is Too Late" Episodi 2.15: "The Man Who Liked Elephants"                                                                                          |  |
| 1967–1978 | Play of the Month                          | Diversos papers       | Televisió | Episodi 3.3: "Romeo and Juliet" Episodi 4.3: "The Seagull" Episodi 7.1: "A Midsummer Night's Dream" Episodi 11.8: "French Without Tears" Episodi 13.4: "The Seagull" |  |
| 1978      | Premiere                                   | Kenny                 | Televisió | Episodi 2.5: "One of These Nights I'm Gonna Get an Early Day" |  |
| 1977–1979 | The Other One                              | Brian Bryant          | Televisió | 13 Episodis |  |
| 1979      | Chalk and Cheese                           | Desconegut            | Televisió | |  |
| 1980      | Tales of the Unexpected                    | Andrew                | Televisió | Episodi 2.11: "The Umbrella Man" |  |
| 1982      | ITV Playhouse                              | Desconegut            | Televisió | Episodi 14.4: "The Breadwinner" |  |
| 1982      | La Ronde                                   | Desconegut            | Telefilm | |  |
| 1985      | Absurd Person Singular                     | Geoffrey Jackson      | Telefilm | |  |
| 1985      | Oscar                                      | Oscar Wilde           | minisèrie TV Episodi 1.1: "Gilded Youth" Episodi 1.2: "Trials" Episodi 1.3: "De Profundis"                                                                | |  |
| 1985      | Tropical Moon Over Dorking                 | Bill                  | Telefilm | |  |
| 1986      | The Singing Detective                      | Philip Marlow         | sèrie TV Episodi 1.1: "Skin" Episodi 1.2: "Heat" Episodi 1.3: "Lovely Days" Episodi 1.4: "Clues" Episodi 1.5: "Pitter Patter" Episodi 1.6: "Who Done It". | |  |
| 1987      | Bergerac                                   | Jarvis McLeod         | Televisió | Episodi 5.2: "Winner Takes All" |  |
| 1987      | Night Theatre: Ghosts                      | Pastor Manders        | sèrie TV | |  |
| 1989      | The Heat of the Day                        | Harrison              | Telefilm | |  |
| 1989      | Monster Maker                              | Ultragorgon           | sèrie TV (veu) | |  |
| 1989      | About Face                                 | Trevor                | Episodi 1.1: "Searching for Señor Duende" | |  |
| 1990      | Blood Royal: William the Conqueror         | William I             | Telefilm | |  |
| 1991      | The Storyteller                            | The Storyteller       | Televisió | |  |
| 1991      | Minder                                     | Tommy Hanbury         | Televisió | Episodi 8.5: "Guess Who's Coming to Pinner?" |  |
| 1992–1993 | Maigret                                    | Insp. Maigret         | Televisió | 12 Episodis |  |
| 1993      | Performance                                | Archie Rice           | Televisió | Episodi 1.1: "The Entertainer" |  |
| 1994      | Faith                                      | Peter John Moreton    | Telefilm | |  |
| 1995      | The Wind in the Willows                    | Badger                | Telefilm (veu) | |  |
| 1996      | Expert Witness                             | Ell mateix            | Presentador/Narrador | Televisió |  |
| 1996      | Samson and Delilah                         | King Hanun            | minisèrie TV | |  |
| 1996      | The Willows in Winter                      | Badger                | Telefilm (veu) | |  |
| 1999      | Wives and Daughters                        | Squire Hamley         | mini-sèrie TV | |  |
| 2000      | Longitude                                  | John Harrison         | Telefilm | |  |
| 2000      | Endgame                                    | Hamm                  | Telefilm, adaptació de l'obra de Samuel Beckett | |  |
| 2001      | Perfect Strangers                          | Raymond               | Telefilm | |  |
| 2002      | Path to War                                | Lyndon B. Johnson     | mini-sèrie TV | |  |
| 2003      | The Lost Prince                            | Eduard VII            | sèrie TV | |  |
| 2003      | Angels in America                          | Prior Walter Ancestor | sèrie TV Episodi 1.2: "Millennium Approaches: Chapter Two - In Vitro" Episodi 1.3: "Millennium Approaches: Chapter Three - The Messenger"                 | |  |
| 2006      | Celebration                                | Lambert               | Telefilm, adaptació de l'obra de Harold Pinter | |  |
| 2007      | Joe's Palace                               | Elliot Graham         | Telefilm | |  |
| 2007      | Cranford                                   | Mr. Holbrook          | Televisió | sèrie TV Episodi 1.2: "August 1842" Episodi 1.3: "November 1842 " |  |
| 2009      | Kröd Mändoon and the Flaming Sword of Fire | Narrador              | Televisió | Episodi 1.1: "Wench Trouble" (veu) |  |
| 2009      | Emma                                       | Mr. Woodhouse         | Televisió | 4 Episodis: |  |
| 2010      | Doctor Who                                 | Kazran Sardick        | Televisió | especial Nadal 2010: "A Christmas Carol " |  |
| 2015      | Fortitude                                  | Henry Tyson           | sèrie TV | 1a. temporada |  |